# Златовласка (фільм)
Златовласка (чеськ. Zlatovláska) — музичний телефільм для дітей, знятий в 1973 році празької редакцією Чехословацького телебачення за казкою Карела Яромира Ербена. Музику до фільму виконує оркестр під керуванням Карела Влаха, це стало останньою роботою знаменитого диригента для національного кінематографа.

## Сюжет
Їржік служить кухарем у старого короля з поганим характером. Одного разу вулична жінка-торговка пропонує королю купити чарівну змію. Всякий, хто її приготує і з'їсть, знайде дар розуміти мову птахів, звірів і комах. Король купує чарівну змію і віддає її Їржі із суворим наказом не пробувати ні шматочка.

## У ролях
- Йорга Котрбова — Златовласка (співає Їтка Молавкова)
- Петро Степанек — Їржік
- Їржі Голи — старий король
- Ладіслав Пешек — король, батько Златовласки
- Марія Росклкова — бабуся зі змією
- Йозеф Бек — генерал